# Pretty Bayou
Pretty Bayou – jednostka osadnicza w Stanach Zjednoczonych, w stanie Floryda, w hrabstwie Bay.